# Cytisus nigricans
Genêt poivre noir, Cytise noirâtre
Espèce
Synonymes
- Calophaca nigricans (L.) B.Fedtsch.
- Cytisus atropurpureus Benth.
- Cytisus glaber Lam.
- Cytisus nigricans var. elongatus Willd.
- Cytisus nigricans var. vulgaris Willd.
- Cytisus pseudonigricans Schur
- Cytisus sericeus (Rochel ex Andrae) Jáv.
- Cytisus unibracteatus Lindem.
- Cytisus virgatus Salisb.
- Genista nigricans (L.) Scheele
- Laburnum nigricans (L.) J.Presl
- Laburnum nigricanum Fuss
- Lembotropis nigricans (L.) Griseb.
- Lembotropis nigricans var. sericeus (Rochel ex Andrae) Diklic

Cytisus nigricans, en français le genêt poivre noir, est une espèce de plantes à fleurs de la famille des Fabaceae (légumineuses).

## Description
Elle a un port dressé et arrondi, des fleurs terminales, jaune foncé, en longues touffes dressées de juin à août. Sa hauteur varie entre 80 cm et 1 mètre,,.

## Détails

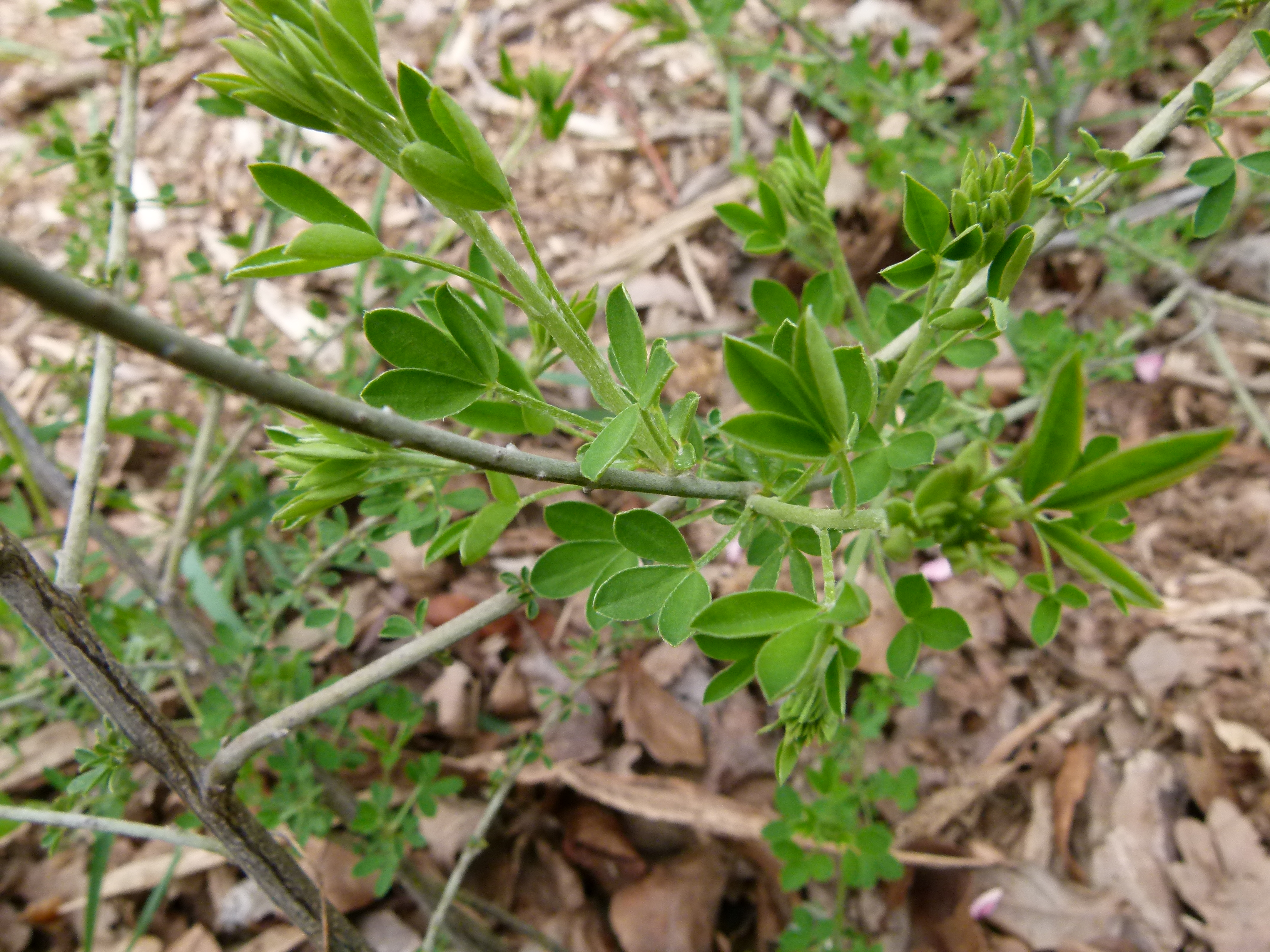
jeunes feuilles.
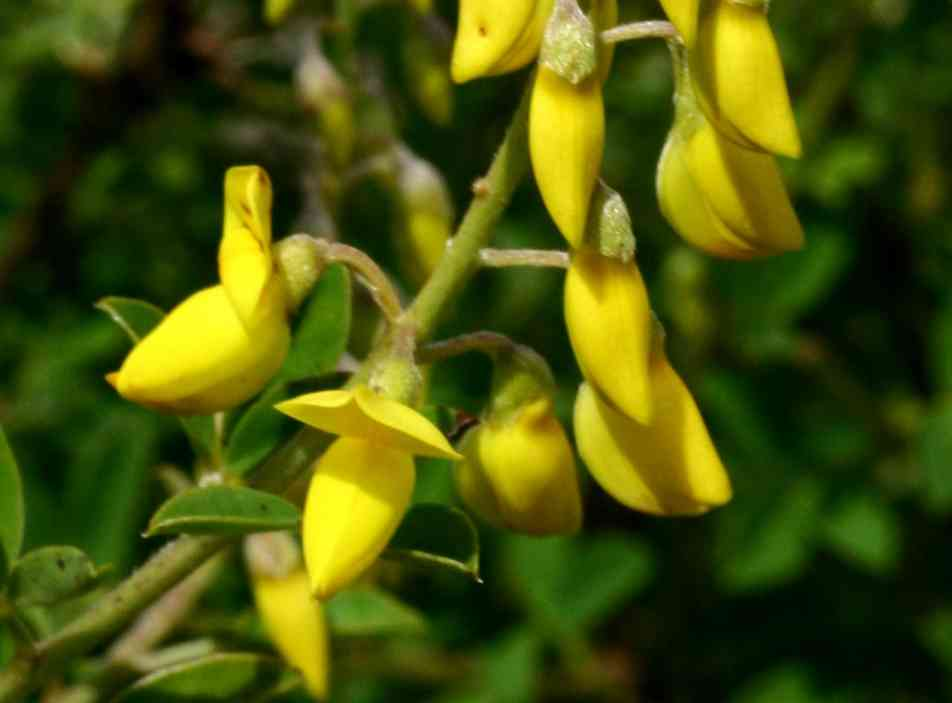
fleurs.
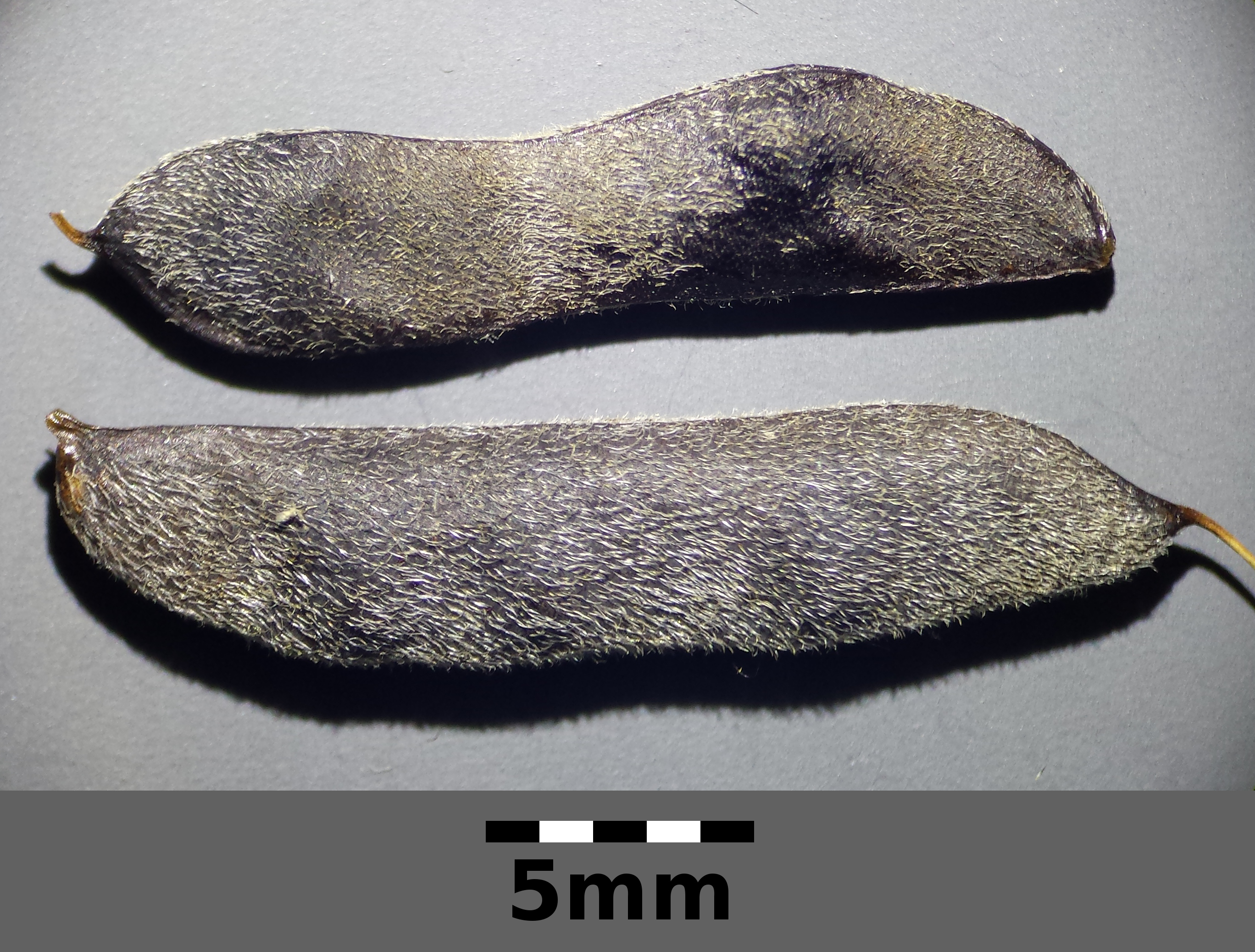
gousse.
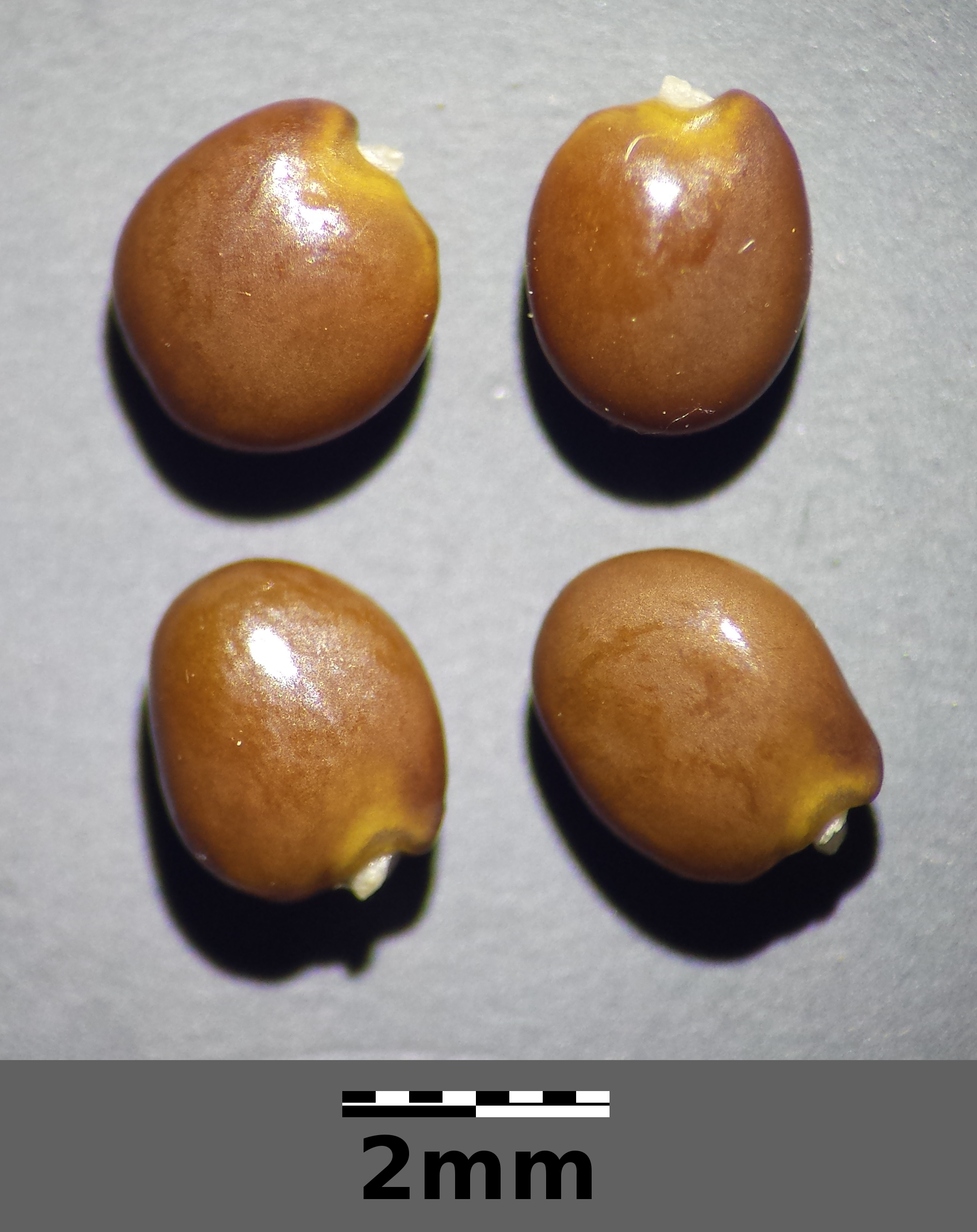
graines.